# Schackenthal
Schackenthal è una frazione della città tedesca di Aschersleben, nella Sassonia-Anhalt.

Conta (2007) 327 abitanti.

## Storia
Schackenthal fu nominata per la prima volta nel 965.

Costituì un comune autonomo fino al 1º gennaio 2009.